# 布尔焦
布尔焦（義大利語：Burgio），是意大利阿格里真托省的一个市镇。总面积42.22平方公里，人口2838人，人口密度67.2人/平方公里（2009年）。ISTAT代码为084005。